# الكراش (حبيش)

تعديل مصدري - تعديل

الكراش محلة تابعة لقرية القطبة، التابعة لعزلة بني شبيب بمديرية حبيش إحدى مديريات محافظة إب في الجمهورية اليمنية، بلغ تعداد سكانها 77 حسب تعداد اليمن لعام 2004.